# بنجامین گریرسون
بنجامین گریرسون (انگلیسی: Benjamin Grierson; ۸ ژوئیهٔ ۱۸۲۶ – ۳۱ اوت ۱۹۱۱) فرد نظامی اهل ایالات متحده آمریکا بود.